# رالف كريستين
رالف كريستين (بالألمانية: Ralf Kirsten)‏ هو كاتب سيناريو ومخرج ألماني، ولد في 30 مايو 1930 في لايبزيغ في ألمانيا، وتوفي في 23 يناير 1998 في برلين في ألمانيا.

## وصلات خارجية
- رالف كريستين على موقع IMDb (الإنجليزية)
- رالف كريستين على موقع ألو سيني (الفرنسية)
- رالف كريستين على موقع قاعدة بيانات الأفلام السويدية (السويدية)
- رالف كريستين على موقع قاعدة بيانات الفيلم (الإنجليزية)
- رالف كريستين على موقع كينوبويسك (الروسية)